# براينت إس. هينكلي
براينت إس. هينكلي (بالإنجليزية: Bryant S. Hinckley)‏ هو كاتب أمريكي، ولد في 9 يوليو 1867 في كولفيل في الولايات المتحدة، وتوفي في 5 يونيو 1961.